# Radamés Salazar Solorio
Radamés Salazar Solorio (Jiutepec, Morelos; 8 de marzo de 1974-Ciudad de México, 21 de febrero de 2021) fue un político mexicano afiliado al partido Movimiento Regeneración Nacional. Fue senador de la República en la LXIV Legislatura del Congreso de la Unión en representación del estado de Morelos desde 2018 hasta su fallecimiento en 2021.

## Primeros años
Radamés Salazar Solorio nació el 8 de marzo de 1974 en Jiutepec, Morelos. Estudió la licenciatura en Ingeniería en Sistemas Computacionales en el Instituto Tecnológico de Zacatepec y la licenciatura en Ingeniería Eléctrica en la Universidad Autónoma del Estado de Morelos, sin concluir los estudios de ninguna de las dos. De 2005 a 2006 fue director de una empresa de telecomunicaciones en el estado de Morelos. De 2009 a 2012 de asesor del presidente municipal de Emiliano Zapata, Alberto Figueroa Valladares. De 2012 a 2015 fue regidor del municipio de Jiutepec, durante la presidencia de Silvia Salazar Hernández.
Es hermano de Rabindranath Salazar Solorio, quien fue presidente municipal de Jiutepec de 2006 a 2009, senador de la República de 2012 a 2018 y director general del Banco del Ahorro Nacional y Servicios Financieros (Bansefi) desde 2018.

## Senador de la República
En las elecciones federales de 2018 fue postulado por el partido Movimiento Regeneración Nacional (Morena) como senador de segunda fórmula por el estado de Morelos. Tras ganar los comicios asumió el cargo en la LXIV Legislatura del Congreso de la Unión el 1 de septiembre de 2018. Dentro del senado fue presidente de la comisión bicameral de seguridad nacional y secretario de la comisión de relaciones exteriores con Europa.

## Muerte
El 17 de enero de 2021 Radamés Salazar Solorio comunicó a través de Facebook que había dado positivo en una prueba para detectar la COVID-19. El 26 de enero, el coordinador de la bancada de Morena en el senado, Ricardo Monreal Ávila, informó que Salazar había sido hospitalizado, añadiendo que «estaba un poco muy delicado hace unos días». El 21 de febrero de 2021 Monreal anunció a través de Twitter que Radamés Salazar había fallecido ese día a consecuencia de la enfermedad.